# Jean Calvin
Jean Calvin, sau pur și simplu Calvin (n. 10 iulie 1509, Noyon — d. 27 mai 1564, Geneva) a fost un reformator religios francez. Alături de Martin Luther, a fost unul din inițiatorii Reformei protestante, în opoziție cu anumite dogme și ritualuri ale Bisericii Catolice romane. Calvin a dezvoltat o doctrină - Calvinismul - relativ diferită de aceea a lui Luther, în special în ceea ce privește practicarea cultului, considerată o radicalizare a luteranismului.

## Biografie
Jean Calvin s-a născut cu numele de Jean Cauvin la Noyon, în Picardia, Franța. Martin Luther a scris cele 95 de teze în 1517, când Calvin avea 8 ani.
Tatăl lui Calvin, paznic al episcopului Noyon, l-a trimis la colegiul De la Marche și apoi, în continuare, la Sorbona din Paris, pentru a studia dreptul. În 1532 devine doctor în drept la Universitatea din Orléans. Prima sa lucrare publicată a fost un comentariu al lucrării filozofului roman Seneca De clementia. Adoptă curând principiile Reformei, pe care, începând din 1532, începe să le propage la Paris. Amenințat cu închisoarea, se refugiază la Nérac, sub protecția Margaretei de Navarra, favorabilă protestantismului. În 1534, în urma persecuțiilor suferite de protestanții francezi, numiți și hughenoți, este nevoit să părăsească Franța.
După peregrinări în Basel, Ferrara și din nou la Paris, în 1536, convins fiind de reformatorul Guillaume Farel, Calvin se stabilește definitiv la Geneva, unde este numit profesor de teologie. A trăit aici aproape jumătate din viață.

## Lucrări ale lui Calvin
Principala operă a lui Calvin în istoria literaturii Reformei:
- Învățământul religiei creștine
  - publicată în latină (Christianae religionis institutio) în 1536 la Frankfurt am Main (ediția definitivă: 1559)
  - publicată în franceză (Institution de la religion chrétienne) în 1541 la Geneva (ediția definitivă: 1560)

Alte scrieri:
- De Clementia - un comentariu asupra operei cu același nume de Seneca (1532)
- Psychopannychia - împotriva sectei anabaptiste (1534)
- Catehismul Bisericii din Geneva

Calvin a publicat, între altele, și diverse volume de comentarii ale Bibliei.

## Calvinism

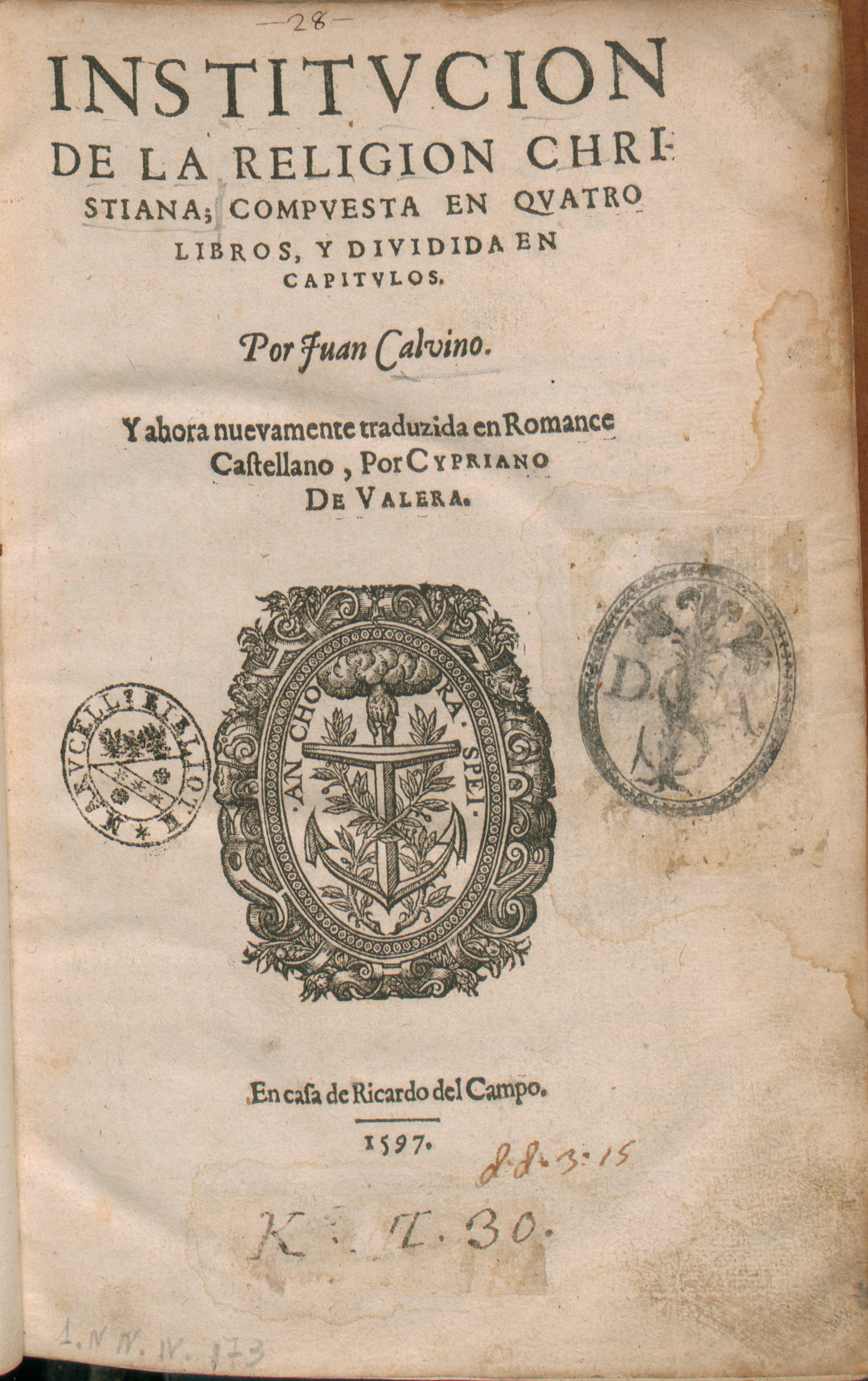
Institutio christianae religionis, 1597

Calvin nu recunoaște decât două sacramente (Taine): Botezul și Comuniunea (Împărtășania). Respinge dogma prezenței reale a "trupului și sângelui Domnului" în împărtășanie, invocarea sfinților, instituția episcopatului, etc. Predicatorii sunt aleși de către credincioși și fiecare din bisericile calviniste este condusă spiritual de un consiliu ales. Calvin crede într-o predestinare absolută a aleșilor și celor condamnați la "judecata din urmă", respingând astfel complet doctrina despre liberul arbitru.  Publicațiile lui Calvin au difuzat ideile sale asupra unei biserici corect reformate, în multe părți ale Europei. Calvinismul a devenit religia majorității populației în Scoția, Olanda și părți din Germania de nord și a avut o influență mare în Ungaria și Polonia. Majoritatea coloniștilor de pe coasta atlantică americană și din New England erau calviniști, inclusiv puritanii și coloniștii olandezi din Noul Amsterdam (New York). Africa de Sud a fost fondată, începând din secolul XVII, de calviniști olandezi (deși câțiva erau de origine franceză sau portugheză), care erau cunoscuți cu numele de Afrikaans. Sierra Leone a fost colonizată masiv de calviniști din Noua Scoție. John Marrant a organizat acolo o congregație sub auspiciile lui Huntingdon Connexion. Coloniștii erau în mare parte loialiști negri, afro-americani care au luptat pentru britanici în timpul revoluției americane.
Calvin credea în ideea predestinării (mântuirea sau damnarea unui individ este hotărâtă de Dumnezeu de la bun început).

## Geneva reformată
Calvin a ajuns un personaj la fel de controversat ca și Zwingli, dar pe motive diferite. Ioan Calvin s-a născut pe 10 iulie 1509  în micul oraș  francez Noyon, la 110 km depărtare de Paris.
Calvin nu și-a cunoscut mama. Ea a murit când el era foarte mic. Tatăl său era un avocat renumit și avea legături strânse cu episcopia locală. Asa ca tatal lui a obtinut 2 posturi eclesiale pentru Calvin atunci cand el avea doar 12 ani. Venitul din aceste 2 parohii i-au oferit cea mai bună educatie pe care putea sa o obtina si tanarul Calvin era pe cale de a deveni preot. Ca pregatire pt. slujba de preot a studiat la universitatea din Paris. I s-a cerut mult, ceea ce l-a facut pe Calvin sa straluceasca din punct de vedere intelectual.
Aici a adoptat obiceiuri foarte stricte, pe care le-a pastrat pt. tot restul vietii: sa manance putin, sa doarma si mai putin si sa studieze mai mult. Planurile lui Calvin de a deveni preot si-au gasit sfarsitul cand tatal lui l-a trimis pe neasteptate sa studieze dreptul. Mai tarziu Calvin s-a intors la Paris nu doar ca avocat, ci ca un tanar care analiza in mod serios invataturile Reformatiunii, care faceau valva in Europa. Prietenul lui Calvin, Nicholas Cop, a tinut o cuvantare la deschiderea Universitatii din Paris, pe 1 noiembrie 1533, care continea idei ale Reformatiunii, pe care autoritatile franceze nu le puteau accepta. Se stia despre prietenia dintre ei si Calvin Cop a trebuit ca amandoi sa plece din Paris. Calvin a sarit pe fereasta, imbracat ca un vier, si s-a strecurat afara din oras. Calvin, care era acum un fugace, a mers pe jos pana la Angouleme, la 430 km ddepartare de Paris. Aici a gasit adapost si tot aici si-a intarit convingerile religioase. Calvin a locuit in casa prietenului lui, reformatorul Louis de Tillet. In aceasta perioada a avut parte de o adevarata convertire, care l-a asezat in totalitate de partea Reformatiunii. El a descris acea experienta la cativa ani dupa aceea: „Deoarece eram asa de devotat superstitiilor papalitatii, a fost foarte greu sa fiu scos dintr-o mlastina. Dumnezeu mi-a schimbat gandirea printr-o convertire neasteptata si a facut-o sa poată să înțeleagă, pentru că, datorită vârstei mele, era mult mai greu decât ar fi trebuit să fie.” Calvin trebuia să cântărească prețul alegerii drumului Reformațiunii. Știa că va trebui să renunțe la o carieră promițătoare în Franța. Nu exista drum de întoarcere. A renunțat la titlurile eclesiale care i se dăduseră în copilărie și a renunțat la venitul primit de la biserica catolică. Era pregătit pentru ceea ce avea Dumnezeu pentru el. La momentul acela, Calvin a înțeles că trebuia să își folosească darurile pe care le avea ca om învățat. La vârsta de 22 ani, Calvin avea deja reputația de intelectual umanist datorită comentariului asupra tratatului De Clementia, scris de scriitorul roman Seneca.
Acum Calvin era procupat de Scriptură. A pregătit un manual pt. creștinul reformat: Institutele Religiei Creștine. Prima ediție a fost publicată în 1536, când Calvin avea doar 26 de ani. A devenit cea mai importantă lucrare teologica a Reformațiunii. Încă este publicată și studiată extensiv. Calvin a sperat că această lucrarea va explica așa de bine credința reformată, încât persecuția împotriva protestanților din Franța va înceta. Dar protestanții au continuat sa fie vânați și executați în Franța. Calvin și colegii lui trebuiau să se întâlnească în secret. Aceasta este o peșteră de lângă Poitiers unde se întâlneau în secret pentru cult și ca să ia Cina Domnului.                               
Viața lui Calvin a luat o întorsătură decisiva în 1536, atunci cand a venit aici și a trecut râul Ron în Geneva, Elveția. Nu plănuise să vină aici. Dupa cum spunea el, providența lui Dumnezeu a fost cea care l-a adus aici. Iată ce s-a intamplat. Calvin se îndrepta catre Strasbourg, Germania. Intenționa să ducă o viață liniștită, de om învățat. Lupta dintre Sfântul Imperiu Roman și Franța i-a blocat drumul către Strasbourg și l-a forțat să facă un ocol prin Geneva. Plănuise să stea o noapte, dar a rămas aici 25 de ani. Geneva se declarase de partea Reformațiunii doar cu o lună înainte de venirea lui Calvin. Liderul Reformațiunii, entuziastul Guillame Farel, l-a implorat pe Calvin să rămână. Calvin a refuzat, așa că Farel l-a speriat bine de tot. El i-a spus că blestemul lui Dumnezeu va fi asupra lui dacă nu stătea să dea o mana de ajutor atunci când exista o mare nevoie. Calvin a spus mai târziu: „Am fost așa de speriat, așa că am renunțat la călătoria în care plecasem.” Calvin a locuit în această casă, nu departe de catedrala Sf. Petru, unde fusese desemnat ca pastor sau, mai precis, lector al Sfintelor Scripturi. Pe 21 mai 1536, cu câteva săptămâni înainte de venirea lui Calvin în Geneva, consiliul orașului se declarase de partea Reformațiunii. Ei au anunțat că acest oraș „va trăi dupa Scriptură și Cuvântul lui Dumnezeu, fără liturghii, statui, idoli sau alte abuzuri papale.” De la amvonul de aici, din Sf. Petru, Calvin a explicat Biblia carte cu carte. Nu a pierdut vremea și a pus imediat în practică ordinul consiliului orașului. În primul an a încercat să redacteze articole pentru a organiza această nouă biserică reformată și catehismul care îi învăța pe cetățeni despre credință.
Calvin a insistat că această credință biblică era mai mult decât doctrine care sa fie însușite, ci o cale morală de a trăi viața. Unora dintre cetățenii Genevei nu le-a placut lucrul acesta. Au spus că acest francez are așteptări prea mari, așa că au început să se opună. Unul și-a numit câinele Calvin. Altul a trimis câinele să îl muște.
Jean Calvin a călătorit la Strasbourg și, mai târziu, prin cantoanele Elveției. Aflat la Geneva, Guillaume Farel l-a rugat să-l ajute la reforma bisericii. Calvin a scris despre rugămintea lui Farel: "M-am simțit de parcă Dumnezeu din cer și-a pus mâna Sa măreață pe mine pentru a mă opri din cursa mea". După optsprezece luni, reformele prea severe ale lui Calvin și Farel, precum și amestecul lor în treburile statului au dus la exilarea celor doi.
Timp de trei ani, Calvin activează la Strasbourg în biserica Hughenoților francezi. După un timp, Calvin a fost invitat  să se întoarcă la Geneva. El a reorganizat structura religioasă și politică a orașului, după bazele Bibliei, cu miniștri, învățători, sfat al bătrânilor și diaconi. În 1559 Calvin a fondat o școală pentru educația copiilor și un spital pentru nevoiași, precum și Academia din Geneva, sub rectoratul lui Teodor Beza.
Calvin a pus bazele unui guvernământ teocratic protestant intolerant, instituind o represiune severă a adversarilor reformei, mergând până la exil sau pedeapsa cu arderea pe rug (de exemplu: Miguel Servet, acuzat de erezie privind dogma Sfintei Treimi). Femeile erau obligate să se îmbrace în negru și nu aveau voie să se fardeze. Bazat pe texte din Vechiul Testament, a pornit o adevărată campanie de vânătoare a vrăjitoarelor și de combatere a magiei, recurgând la tortură pentru recunoașterea vinovăției. Constituția statului teocratic al Genevei - astăzi l-am numi "fundamentalist religios" - prevedea pedeapsa cu moartea pentru blasfemie, erezie și vrăjitorie. În anul 1545, în timp de câteva luni, 45 de femei au fost arse de vii ca vrăjitoare în fața caselor pe care le-ar fi fermecat, după ce fuseseră torturate. În 1602, Anton Praetorius, un pastor calvinist din Germania, a protestat împotriva acestui aspect al teologiei lui Calvin, în publicația Gründlicher Bericht von Zauberei und Zauberern ("Studiu aprofundat asupra vrăjitoriei și vrăjitorilor").
Sănătatea lui Calvin a început să se deterioreze, suferind de migrene, hemoragii pulmonare, gută și pietre la rinichi. Câteodată, trebuia să fie transportat până la amvon. Calvin a avut și mulți detractori, era amenințat și insultat. El își petrecea viața privată pe Lacul Geneva, citind Sfintele Scripturi și bând vin roșu. Spre finalul vieții sale, le zicea amicilor săi care erau preocupați de regimul său zilnic de muncă, "Ce? Vreți ca Domnul să mă găsească lenevind când va veni?"
Jean Calvin a murit la 27 mai 1564 și a fost îngropat într-un mormânt simplu și anonim, într-o parte a Genevei, așa cum a cerut el.

## Curiozități
Calvin, un personaj din desenele animate Calvin and Hobbes, creat de Bill Waterson, ia numele de John Calvin.